# Mieczysław Domaradzki
 (novembre 2023).
Pour les articles homonymes, voir Domaradzki.
Mieczysław Domaradzki, né le 2 octobre 1949 à Brzeg en Pologne et mort le 26 juin 1998 à Septemvri en Bulgarie, est un archéologue et thracologue actif en Bulgarie.

## Biographie
Il est professeur à l'Institut d'archéologie de l'académie bulgare des sciences, ainsi qu'à l'Institut d'histoire de l'Université d'Opole.

## Travaux
Diplômé de l'université Jagellonne de Cracovie, Mieczysław Domaradzki consacre ses travaux à la thracologie. Il est à l'initiative de la Carte archéologique de la Bulgarie et a découvert le site archéologique de Pistiros. 
À partir de 1976 ses travaux portent sur des sites bulgares.
À la fin de 1997, il est nommé responsable du département d'archéologie de l'Université d'Opole.

## Publications
- (bg) Домарадски, М., 1991, "Том I. Емпорион Пистирос: Трако-гръцки търговски отношения" ИК "Беллопринт" - Пазарджик, 1991 г.;
- (bg) Домарадски, М., 1994 г., "Изложба цар Котис I. Тракийската държава. Емпорион Пистирос", каталог, гр. Септември, 1994 г.;
- (bg) Домарадски, М., Танева, В., 1998 г., "Том II. Емпорион Пистирос: Тракийската култура в прехода към елинистичната епоха", гр. Септември, 1998.;
- (en) Bouzek, J., Domaradzki, M., Archibald, Z., eds. 1997: Pistiros I, Excavations and Studies, Prague;
- (en) Bouzek, J., Domaradzka, L., Archibald, Z., eds. 2002: Pistiros II, Excavations and Studies, Prague;
- (en) Bouzek, J., Domaradzka, L., eds. 2005: The Culture of Thracians and their Neighbours: Proceedings of the International Symposium in Memory of Prof. Mieczyslaw Domaradzki, with a Round Table "Archaeological Map of Bulgaria", BAR International Series 1350;
- Domaradzki, M., Domaradzka, L., Bouzek, J., Rostropowicz, J., eds. 2000: Pistiros et Thasos: Structures economiques dans la peninsule balkanique aux VII e — II e siecles av. J.-C., Opole;
- (en) Bouzek, J., Domaradzka, L., Archibald, Z., eds. 2007: Pistiros III, Excavations and Studies, Prague.